# Trzęsienie ziemi w Tebrizie (1727)
Trzęsienie ziemi w Tebrizie w 1727 – trzęsienie ziemi w Tebrizie w Iranie o sile 8,0 stopni w skali Mercallego, które miało miejsce 18 listopada 1727 roku. Na skutek wstrząsów wiele domów zostało zniszczonych. Zginęło ok. 77 tys. osób.